# Antoni Amengual "Lo Tort"
Antoni Amengual "Lo Tort". (Binissalem?, Mallorca, finals del s. XVI). Bandejat de la Colla de Sóller.
Va estar molt vinculat a Antoni Puigderós, cap del bàndol dels Torrella a Sóller. La facció dels Torrella a Sóller estava constituïda per Antoni Puigderós, pel seu cunyat, el cavaller Mossèn Francesc Aixeló i per Mossèn Busquets, entre d'altres. Sembla que qui va cridar el grup de bandejats d'Antoni Amengual perquè anàs a Sóller va ser Aixeló. A partir d'aleshores Amengual va actuar com a cap operatiu del grup de bandejats que actuaren en aquella vall i el seu entorn coneguts com la "Colla de Sóller".
Amengual era tort i duia com a tret distintiu una perla a l'ull buit. Abans d'anar bandejat per la muntanya, participà en la reducció de l'aixecament de Las Alpujarras, amb una companyia de soldats mallorquins que desembarcà a Almeria, probablement l'any 1569. Tot i la seva adscripció al bàndol del Torrella, tenia una certa ideologia antisenyorial, ja que diversos testimonis l'acusaren que "volia matar cavallers". En unes quantes ocasions assaltaren la possessió d'Alfàbia, propietat d'Arnau de Santacília, cap del bàndol dels Puigdorfila. Un altre membre significat de la seva colla, integrada per una vintena de bandejats, fou Benet Cristià "Lo Bord d'Alfàbia".
El 4 d'octubre de 1573, Antoni Puigderós va fer que la colla de n'Amengual atacàs el molí Antoni Pau, enemic d'un altre moliner anomenat Gregori Llaneres, adscrit als Torrella. Apallissaren el moliner, el feren mossegar pels cans i el deixaren per mort. El 23 de desembre de 1573 la colla de n'Amengual, prop d'Alfàbia, atacà amb ballestes i cans d'ajuda, un grup de persones de Sóller vinculades als Puigdorfila. Com a conseqüència de l'escomesa Bartomeu Gabaró i Bartomeu Arbona "Ràcano" foren greument ferits. El novembre de 1574 Amengual es trobava aïllat a l'Hospital General a causa d'una arcabussada que li havien tirat. El vigilaven dos caps de guaita, però els va fugir, essent acollit per Francesc Aixeló.
Perseguit pels comissaris reials, en una data incerta, però anterior al 30 d'agost de 1576, Amengual matà Guillem Morro i, amb la seva colla, també matà Miquel Sampol de la companyia del comissionat Onofre Jaume. No contents amb això calaren foc a la casa d'Onofre Jaume. De resultes d'aquests fets Amengual va ser condemnat a ser arrossegat pels llocs acostumats fins al suplici, on havia de morir degollat. Es desconeix com va acabar la colla, però se sap que a l'entorn de 1578 estava desfeta, ja que els seus noms deixaren d'aparèixer a la documentació.